# Repossessed
Repossessed (br: A Repossuída; pt: Onde Pára o Diabo?) é um filme de comédia estadunidense de 1990 que parodia o filme de terror O Exorcista de 1973. Escrito e dirigido por Bob Logan, o filme apresenta a estrela original de O Exorcista, Linda Blair, assim como Leslie Nielsen, Ned Beatty e Anthony Starke.
Muitas das cenas clássicas de O Exorcista estão presentes nessa paródia, como por exemplo a cena em que Regan MacNeil faz um giro de 360 graus com a cabeça e a cena da levitação, deixando as mostras as cordas que sustentam o corpo de Linda, além de cenas incluindo vômitos verdes.

## Enredo
Em 1973, o padre Jebediah Mayii ("Jedediah Euposso" na dublagem brasileira) expulsa o diabo do corpo da jovem Nancy Aglet. Dezessete anos depois, em 1990, o corpo de Nancy é novamente possuído após ela assistir "The Ernest and Fanny Miracle Hour", um programa de televisão religioso.
Após uma visita ao hospital e depois ao padre Luke Brophy, Brophy conclui que Nancy está realmente possuída. Mayii, no entanto, se recusa a realizar o exorcismo, alegando que ele está muito fraco e que ele e Nancy mal sobreviveram ao exorcismo anterior. Brophy então visita o Conselho Supremo de Exorcismo; Ernest e Fanny, apresentadores do "The Ernest and Fanny Miracle Hour", também estão presentes. Ernest conclui que um exorcismo seria muito interessante para ser televisionado, uma vez que a audiência do programa poderia aumentar e convence o conselho a televisionar o exorcismo de Nancy. Eles concordam, levando à criação do programa "Ernest and Fanny's Exorcism Tonight".
Sentindo que ele pode ser necessário, Mayii decide frequentar uma academia de ginástica para restaurar sua força física; lá, Brophy chega e informa sobre o exorcismo que será transmitido pela TV via satélite e tenta mais uma vez convencer Mayii a conduzir o exorcismo, embora ele se recuse novamente.
Chega a noite do exorcismo de Nancy, apresentada por Ernest e Fanny. Após várias tentativas de libertar o corpo de Nancy usando orações, músicas e até mesmo doações e insultos por telefone, o programa é anunciado como tendo o maior público da história; ao ouvir isso, o diabo, no corpo de Nancy, incendeia o estúdio, fazendo a platéia fugir. Ele revela a Ernest e Fanny que ele os usou para aproveitar a grande audiência do programa para, desse modo, possui várias vítimas pela televisão, assim como fez com Nancy. O demônio, então, transforma os apresentadores em um cavalo de pantomima.
Usando a câmera, o diabo tenta possuir as almas dos telespectadores, mas é interrompido por Brophy, que destrói a câmera; o demônio, então, anuncia que conhece outra maneira de possui suas almas e foge, indo em direção a uma antena transmissora de satélite localizada na parte externa emissora. Ele é perseguido por figuras religiosas de todo o mundo, que se reuniram sob o comando de Brophy; Brophy provoca o diabo relembrando sua derrota para Mayii em 1973.
De volta ao estúdio, o diabo usa com sucesso a câmera para atrair Mayii para uma revanche. O exorcismo, com comentários de "Mean Gene" Okerlund e Jesse "The Body" Ventura, é ineficaz até que o diabo mencione que ele odeia rock and roll. Transformando o estúdio de TV em um concerto de rock ao vivo, a música "Devil with a Blue Dress On" é tocada para realizar o exorcismo por várias figuras religiosas incluindo o Papa, que aparece tocando guitarra; o diabo é atormentado para que ele seja finalmente expulso do corpo de Nancy após ele dizer: "eu voltarei!".

## Elenco
- Linda Blair...Nancy Aglet
- Ned Beatty...Ernest Weller
- Leslie Nielsen...Padre Jebedaiah Mayii "Jedediah Euposso" na dublagem brasileira
- Anthony Starke...Padre Luke Brophy
- Thom Sharp...Braydon Agle
- Lana Schwab...Fanny Ray Weller
- Benj Thall...Ned Aglet
- Jack LaLanne...ele mesmo
- Army Archerd...ele mesmo

## Lançamento
Repossessed recebeu um lançamento teatral limitado nos Estados Unidos pela New Line Cinema, sob o selo da Seven Arts, em setembro de 1990. O filme foi lançado em VHS e Laserdisc pela LIVE Home Video no mesmo ano.
Em 2003, a Artisan Entertainment lançou Repossessed em DVD. O filme foi relançado em DVD em 14 de abril de 2009 pela Lions Gate Entertainment, em um pacote de filmes esquecidos chamado "Coleção Perdida"; a empresa lançou novamente o filme em DVD em 4 de janeiro de 2011, em uma "Coleção de 4 filmes", juntamente com My Best Friend Is a Vampire, Slaughter High e Silent Night, Deadly Night 3: Better Watch Out!.

## Recepção
Era esperado que essa fosse a volta triunfal da atriz Linda Blair. No entanto, isso não aconteceu, todos esperavam mais do filme. A revista People disse que o filme era uma decepção para os fãs de Linda, mas mesmo assim classificou o filme como "bom e muito divertido". A revista Entertainment Weekly classificou o filme com quatro estrelas e disse que era muito bom ver Linda de volta aos cinemas.[carece de fontes?]
O jornal The New York Times disse que seria impossível fazer uma paródia de um filme da magnitude de O Exorcista e acrescentou: "Essa foi uma tentativa desastrosa".[carece de fontes?]
Em seu livro Leonard Maltin's Movie Guide, o crítico de cinema Leonard Maltin deu ao filme uma estrela e meia de quatro; sua revisão afirma: "Poucas piadas, paródias em excesso e um final ruim, apesar de Blair e Nielsen terem feito boas atuações".
O filme ganhou o Framboesa de Ouro na categoria de "Pior canção original" pela música "He's Comin' Back (The Devil!)".

## Trilha sonora
| N.º | Título                                                          | Fornecido por                                                                             | Duração |  |
| 1.  | "Devil With The Blue Dress" (Interpretado por Nicholas O'Har)   | Publicado por Stone Agate Music (Uma divisão da Jobete Music Co., Inc.) (BMI)             |         |  |
| 2.  | "Repossessed" (Interpretado por Cindy Valentine)                | Publicado por Anabasis Music (BMI) e Another Level Music (BMI)                            |         |  |
| 3.  | "Pump Up the Jam" (Interpretado por J.T. Welden & R.D. Welden)  | Courtesia de Colgems-EMI Music, Inc. (ASCAP) em nome da BMC Publishing e Bogam Publishing |         |  |
| 4.  | "Chasin' the Devil"                                             | Publicado por Anabasis Music (BMI) e Raisin Music (ASCAP)                                 |         |  |
| 5.  | "He's Coming Back (The Devil!)" (Interpretado por Chris LeVrar) | Produzido pela Afrika Islam e publicada pela Anabasis Music (BMI)                         |         |  |